# Staatssteun (Europese Unie)
Staatssteun is een concept uit het Europees Unierecht. Er is sprake van staatssteun wanneer een met staatsmiddelen bekostigd selectief voordeel dat toerekenbaar is aan de staat, wordt toegekend aan een of meer ondernemingen of een andere vorm van productie, die de mededinging op de interne markt vervalst of dreigt te vervalsen, en waardoor het handelsverkeer tussen de lidstaten nadelig wordt beïnvloed.
In zeer algemene termen is staatssteun dus een ongeoorloofde vorm van meestal financiële steun door de overheid van een specifieke onderneming.
In het algemeen is staatssteun verboden op grond van artikel 107 VWEU aangezien deze steun een oneerlijk voordeel kan opleveren voor één onderneming of een groep van ondernemingen ten opzichte van anderen en op die manier de mededinging in de EU kan vervalsen. Onder bepaalde omstandigheden is staatssteun echter wel toegelaten.
Alle staatssteun moet in beginsel worden aangemeld bij de Europese Commissie en de steun mag niet worden uitgekeerd zonder haar definitieve goedkeuring.
Wordt staatssteun toch uitgekeerd terwijl dit niet mocht, dan moet ze worden terugbetaald.

## Toepasselijke rechtsbepalingen
Staatssteun wordt volledig geregeld door het Europees Unierecht in de artikelen 107-109 van het Verdrag betreffende de werking van de Europese Unie.
Artikel 107 bevat de inhoud van het staatssteunbegrip, artikel 108 bepaalt de procedure en artikel 109 betreft een rechtsbasisbepaling.
Artikel 107 VWEU luidt:
1. Behoudens de afwijkingen waarin de Verdragen voorzien, zijn steunmaatregelen van de staten of in welke vorm ook met staatsmiddelen bekostigd, die de mededinging door begunstiging van bepaalde ondernemingen of bepaalde producties vervalsen of dreigen te vervalsen, onverenigbaar met de interne markt, voorzover deze steun het handelsverkeer tussen de lidstaten ongunstig beïnvloedt.
2. Met de interne markt zijn verenigbaar:
a. steunmaatregelen van sociale aard aan individuele verbruikers op voorwaarde dat deze toegepast worden zonder onderscheid naar de oorsprong van de producten;
b. steunmaatregelen tot herstel van de schade veroorzaakt door natuurrampen of andere buitengewone gebeurtenissen;
c. steunmaatregelen aan de economie van bepaalde streken van de Bondsrepubliek Duitsland die nadeel ondervinden van de deling van Duitsland, voorzover deze steunmaatregelen noodzakelijk zijn om de door deze deling berokkende economische nadelen te compenseren. Vijf jaar na de inwerkingtreding van het Verdrag van Lissabon kan de Raad op voorstel van de Commissie een besluit tot intrekking van dit punt vaststellen.
3. Als verenigbaar met de interne markt kunnen worden beschouwd:
a. steunmaatregelen ter bevordering van de economische ontwikkeling van streken waarin de levensstandaard abnormaal laag is of waar een ernstig gebrek aan werkgelegenheid heerst en van de in artikel 349 bedoelde regio’s, rekening houdend met hun structurele, economische en sociale situatie;
b. steunmaatregelen om de verwezenlijking van een belangrijk project van gemeenschappelijk Europees belang te bevorderen of een ernstige verstoring in de economie van een lidstaat op te heffen;
c. steunmaatregelen om de ontwikkeling van bepaalde vormen van economische bedrijvigheid of van bepaalde regionale economieën te vergemakkelijken, mits de voorwaarden waaronder het handelsverkeer plaatsvindt daardoor niet zodanig worden veranderd dat het gemeenschappelijk belang wordt geschaad;
d. steunmaatregelen om de cultuur en de instandhouding van het culturele erfgoed te bevorderen, wanneer door deze maatregelen de voorwaarden inzake het handelsverkeer en de mededingingsvoorwaarden in de Unie niet zodanig worden veranderd dat het gemeenschappelijk belang wordt geschaad;
e. andere soorten van steunmaatregelen aangewezen bij besluit van de Raad, op voorstel van de Commissie.

### Geen nationaal recht
Er is geenszins sprake van een parallelle toepassing aangezien er geen nationaal staatssteunrecht bestaat. Dit wordt immers niet getolereerd door de Europese Commissie aangezien volgens de Commissie de nationale mededingingsautoriteiten in geval van een geding automatisch de kant van de staat zou kiezen.

## Voorwaarden en toepassing
Er is sprake van staatssteun die het Europees recht schendt wanneer een steunmaatregel van de staat of in welke vorm ook die met staatsmiddelen wordt bekostigd, de mededinging door begunstiging van bepaalde ondernemingen of bepaalde producties vervalst of dreigt te vervalsen, voor zover deze steun het handelsverkeer tussen de lidstaten ongunstig beïnvloedt.
Elk door publieke instellingen of middelen bekostigd voordeel dat slechts aan één of meerdere bepaalde ondernemingen wordt  toegekend, maakt in principe staatssteun uit. Evenwel bestaan er meerdere afwijkingen op dit principe en bovendien is niet elke vorm van staatssteun automatisch problematisch.
Zodat er sprake is van staatssteun, moet aan alle volgende voorwaarden worden voldaan:
1. de steun moet verleend worden aan een onderneming die een economische activiteit verricht, ongeacht de rechtsvorm en wijze van financiering ervan;[9]
2. de steun wordt door staatsmiddelen gefinancierd: ook acties door de overheid worden hieronder verstaan;[10]
3. non-marktconformiteit: deze staatsmiddelen leveren een economisch voordeel op dat niet via normale commerciële weg verkregen zou zijn;[11]
4. het betreft een selectieve maatregel, met dien verstande dat het gaat om een elke door de overheid gemaakte preselectie;[12]
5. de steunmaatregel kan de mededinging vervalsen;
6. de steun dreigt aanleiding te geven tot een ongunstige beïnvloeding van het handelsverkeer binnen de Europese Unie.

### Onderneming
Het begrip 'onderneming' wordt autonoom geïnterpreteerd door het Hof van Justitie.
In het Europees mededingingsrecht is sprake van een onderneming wanneer een entiteit een economische activiteit uitoefent. Hierbij is het niet van belang of de entiteit rechtspersoonlijkheid heeft of niet.

##### Entiteit
In de context van artikel 107 VWEU moeten er meerdere van elkaar zelfstandige ondernemingen zijn. Wanneer een moedervennootschap samen met haar dochtervennootschap een economische eenheid vormt waarbinnen de dochter over geen enkele zelfstandigheid beschikt om haar eigen marktgedrag te bepalen, is artikel 107 VWEU niet van toepassing omdat niet is voldaan aan de vereiste van een pluraliteit van ondernemingen. In zo'n geval geldt intragroepsimmuniteit.
Zelfstandigen worden gezien als een aparte entiteit en dus als een aparte onderneming. Schijnzelfstandigen worden geherkwalificeerd naar werknemers en maken geen aparte entiteit uit. Om te beoordelen of een werknemer schijnzelfstandige is, moet men kijken naar of die persoon onder leiding van zijn werkgever handelt, of hij de vrijheid heeft om zijn tijdschema en de plaats en inhoud van het werk te kiezen en of hij zelf geen commerciële of financiële risico's draagt.
Vakverenigingsactiviteiten (bijvoorbeeld het afsluiten van een collectieve arbeidsovereenkomst) worden vrijgesteld.

##### Economische activiteit
In principe wordt elke activiteit gezien als een economische activiteit en zijn er geen uitgesloten sectoren.
Sommige activiteiten zijn echter nooit economisch aangezien ze zo nauw verbonden zijn met de uitoefening van overheidsgezag. Luchtverkeerscontrole, controle op vervuiling in de haven, de uitvoering van Europese richtlijnen en een openbaar onderwijsstelsel dat volledig of hoofdzakelijk uit overheidsmiddelen wordt gefinancierd worden niet beschouwd als economische activiteiten. Socialezekerheidsinstellingen voeren slechts economische activiteiten uit in zoverre ze niet concurreren met andere instellingen.

### Steun
Er is sprake van steun wanneer er een financiële overdracht plaatsvindt die een kunstmatig voordeel oplevert.
Een financiële overdracht is een beweging van geld of in geld waardeerbaar actief van de staat naar de begunstigde. Een voordeel is kunstmatig wanneer het niet verkregen zou kunnen worden op de markt. Hiervoor hanteert men het market economy investor principle: zou een private investeerder ook hebben gehandeld als de steunverlenende overheid? Zo niet, gaat het over steun.
Niet relevant is de reden voor de steun, de oorzaak, de status of beschrijving ervan, of het gaat om private of publieke eigendom van de verlener enz.

### Met staatsmiddelen bekostigd
Een maatregel is met staatsmiddelen bekostigd wanneer het zichtbaar is op de begroting, wanneer het m.a.w. er een directe impact op heeft. In Kirsammer-Hack oordeelde het Hof van Justitie dat een regeling die het voor kmo's makkelijker maakt om werknemers te ontslaan, geen rechtstreekse impact heeft op een begroting.
Het woord "of" in artikel 107 in de zinsnede "van de staten of met staatsmiddelen bekostigd" heeft aanleiding gegeven tot verwarring. In Commissie t. Frankrijk (CNCA) oordeelde het Hof dat om een alternatieve 'of' ging. In Sloman Neptun t. Seebetriebsrat besloot het Hof dat het om een cumulatieve 'of' ging. Naar vigerende rechtspraak, in Association Vent De Colère!, volstaat een rechtstreekse impact op de begroting.
In Eventech oordeelde het Hof dat het gratis preferentieel gebruik van busbanen voor bepaalde soorten taxi's geen rechtstreekse impact heeft op de begroting.

### Mededinging vervalsen of dreigen te vervalsen
De steun moet de mededinging vervalsen of dreigen te vervalsen. Dit is een de minimis-regel. Een steunmaatregel wordt niet geacht de mededinging te vervalsen indien het gaat om een maximumbedrag van € 200.000 per onderneming over een periode van drie jaar. Voor diensten van algemeen economisch belang wordt dit plafond verschoven naar € 500.000. Dergelijke steun moet ook niet worden aangemeld.
Bovendien dient in het besluit dat de steun toekent worden aangegeven dat het gaat om steun die wordt gegeven op basis van de de minimis-verordening.
Enkel transparante steun mag worden gebracht onder de de minimis-regeling. Dit is steun waarvan men weet hoe groot de steuncomponent is op het moment dat de steun wordt gegeven. Een subsidie is bijvoorbeeld transparant, maar de overname van een aandelenparticipatie niet aangezien de waarde ervan afhangt van de aandelenkoers. In dat geval mag de steun wel gebracht worden onder de minimis, maar moet men uitgaan van het slechtste geval.

### Selectiviteit
De steun moet worden toegekend aan bepaalde ondernemingen of bepaalde producties.
De Commissie beschouwde excess profit rulings automatisch als staatssteun. Het Gerecht oordeelde echter dat de Commissie geval per geval moet bekijken of er daar sprake van is.
In Portugal t. Commissie gaf de regionale overheid van de Azoren een belastingvoordeel om toeristen en inwoners aan te trekken. De Azoren vormen met de alomtegenwoordige regen en hun lagedrukgebieden geen aangename plaats om te wonen. Het Hof oordeelde dat deze maatregel niet selectief is indien:
1. de Azoren onder de grondwet van Portugal over de bevoegdheid beschikken om zo'n belastingvoordeel toe te kennen;
2. de centrale overheid op geen enkele wijze de maatregel kan terugdraaien;
3. de centrale overheid op geen enkele manier mag opdraaien voor de kost van de maatregel.

In casu waren de voorwaarden niet vervuld en was er dus sprake van selectiviteit.

### Handel tussen lidstaten beïnvloeden
De steun moet de handel tussen de lidstaten beïnvloeden. Deze voorwaarde wordt zeer ruim geïnterpreteerd.

### Verkleining draagwijdte staatssteun
De rechtspraak van het Hof van Justitie heeft hier en daar de reikwijdte van het begrip "staatssteun" verkleind.

#### Toerekenbaarheid:Stardust Marine
In Stardust Marine had Stardust Marine, een Amerikaans producent van plezierboten, een kredietlening lopen bij de bank SBT-Batif, een dochteronderneming van Crédit Lyonnais. Nadien komt Crédit Lyonnais in financiële problemen en wordt gered door de staat. Het actief wordt opgesplitst in onder andere een bad bank, waarin eveneens de activa van Stardust Marine terechtkomen, waarin vervolgens wordt in geïnvesteerd van overheidswege. Vervolgens worden de activa verkocht aan een veel lagere prijs dan de overheidsinvesteringen. De Commissie beschouwt dit als staatssteun en de Franse staat werpt op dat er geen toerekenbaarheid is. Het Hof beaamt het laatste en stelt dat de Commissie niet kon afleiden dat er sprake is van toerekenbare steun op basis van het loutere feit dat de centrale overheid meerderheidsaandeelhouder is. Het Hof geeft enkele criteria op basis waarvan toerekenbaarheid kan worden afgeleid: de effectieve uitoefening van zeggenschap, het bevel tot steun, maar ook toerekenbaarheid als zelfstandig bijkomend criterium. Een steunmaatregel mag m.a.w. niet te ver verwijderd zijn van de staat om toerekenbaar te zijn.

#### Altmarkcriteria
In Altmark rees de volgende vraag: wordt een betaling ter compensatie voor de uitvoering van een openbare dienst beschouwd als staatssteun? Het Hof heeft geoordeeld dat indien de volgende vier voorwaarden zijn  vervuld, er geen sprake is van staatssteun:
1. de begunstigde moet daadwerkelijk belast zijn met de uitvoering van duidelijk omschreven openbaredienstverplichtingen;
2. de paramaters op basis waarvan de compensatie wordt berekend, moeten vooraf op objectieve en doorzichtige wijze worden vastgesteld, om te vermijden dat de compensatie een economisch voordeel bevat waardoor de begunstigde onderneming ten opzichte van concurrerende ondernemingen kan worden bevoordeeld;
3. de compensatie mag niet hoger zijn dan nodig is om de kosten van de uitvoering van de openbaredienstverplichtingen, rekening houdend met de opbrengsten en met een redelijke winst uit de uitvoering van die verplichtingen, geheel of gedeeltelijk te dekken;
4. de begunstigde wordt gekozen uit een publieke tender of de compensatie overstijgt niet de kosten die een gemiddelde, goed beheerde onderneming zou hebben gemaakt om aan die verplichten te voldoen.

## Vrijstellingen
De rangorde tussen de wetgevingsinstrumenten m.b.t. vrijstellingen is de volgende: eerst moet de secundaire Europese regelgeving worden toegepast alvorens men kan teruggrijpen naar het VWEU.

### VWEU
Artikel 107, lid 2 en 3 VWEU sommen een aantal vrijstellingen op.
Er bestaat een onderscheid tussen automatische en facultatieve vrijstellingen. Automatische vrijstellingen zorgen voor een automatisch recht op vrijstelling zonder dat de Commissie de vrijstelling kan verbieden. Facultatieve vrijstellingen worden toegekend bij wijze van een gunst vanwege de Commissie.

#### Automatische vrijstellingen
Artikel 107, lid 2 VWEU verleent een automatische vrijstelling voor:
1. steunmaatregelen van sociale aard aan individuele verbruikers op voorwaarde dat deze toegepast worden zonder onderscheid naar de oorsprong van de producten;
2. steunmaatregelen tot herstel van de schade veroorzaakt door natuurrampen of andere buitengewone gebeurtenissen.

#### Facultatieve vrijstellingen
Artikel 107, lid 3 VWEU somt de vrijstellingen op die de Commissie kan verlenen:
1. steunmaatregelen ter bevordering van de economische ontwikkeling van streken waarin de levensstandaard abnormaal laag is of waar een ernstig gebrek aan werkgelegenheid heerst en van de in artikel 349 bedoelde regio’s, rekening houdend met hun structurele, economische en sociale situatie;
2. steunmaatregelen om de verwezenlijking van een belangrijk project van gemeenschappelijk Europees belang te bevorderen of een ernstige verstoring in de economie van een lidstaat op te heffen;
3. steunmaatregelen om de ontwikkeling van bepaalde vormen van economische bedrijvigheid of van bepaalde regionale economieën te vergemakkelijken, mits de voorwaarden waaronder het handelsverkeer plaatsvindt daardoor niet zodanig worden veranderd dat het gemeenschappelijk belang wordt geschaad;
4. steunmaatregelen om de cultuur en de instandhouding van het culturele erfgoed te bevorderen, wanneer door deze maatregelen de voorwaarden inzake het handelsverkeer en de mededingingsvoorwaarden in de Unie niet zodanig worden veranderd dat het gemeenschappelijk belang wordt geschaad;
5. andere soorten van steunmaatregelen aangewezen bij besluit van de Raad, op voorstel van de Commissie.

### Algemene Groepsvrijstellingsverordening
De Verordening nr. 651/2014 van 17 juni 2014 waarbij bepaalde categorieën steun op grond van de artikelen 107 en 108 van het Verdrag met de interne markt verenigbaar worden verklaard (Algemene Groepsvrijstellingsverordening, AGVV) werkt het VWEU verder uit. De AGVV geeft een lijst van allerlei verschillende criteria die, indien daaraan wordt voldaan, ervoor zorgen dat de steun niet moet worden aangemeld bij de Commissie.
De AGVV bestaat uit 59 heel omvangrijke artikelen waarvan de voornaamste:
- artikel 1: toepassingsgebied;
- artikel 2: definities;
- artikel 3: vrijstellingsvoorwaarden;
- artikel 4: aanmeldingsdrempels;
- artikel 5: transparantie van steun;
- artikel 6: stimulerend effect;
- artikel 7: steunintensiteit,
- artikel 8: cumulering;
- artikel 9: publicatie en informatie;
- artikelen 10-12: monitoring;
- artikelen 13-56quater: specifieke bepalingen voor verschillende categorieën steun;
- artikelen 57-59: slotbepalingen.

## Procedure
De procedure voor de toepassing van staatssteun wordt geregeld in artikel 108 VWEU en Verordening nr. 2015/1589 van 13 juli 2015 tot vaststelling van nadere bepalingen voor de toepassing van artikel 108 van het Verdrag betreffende de werking van de Europese Unie.
Er wordt een onderscheid gemaakt tussen bestaande en nieuwe steun. Er zijn vijf categorieën bestaande steun:
1. steunregelingen en individuele steun die vóór de inwerkingtreding van het VWEU tot uitvoering zijn gebracht en die na de inwerkingtreding nog steeds van toepassing zijn;
2. steunregelingen en individuele steun die door de Commissie of de Raad zijn goedgekeurd;
3. steun die geacht wordt te zijn goedgekeurd bij gebreke van een beslissing van de Commissie binnen een periode van twee maanden na de aanmelding van deze steun;
4. steun die niet meer kan worden teruggevorderd omdat de tienjarige verjaringstermijn is verstreken; en
5. steun die op het moment van het tot uitvoering brengen geen steun vormde maar vervolgens steun is geworden vanwege de ontwikkeling van de interne markt.

Nieuwe steun is steun die geen bestaande steun is; het gaat m.a.w. om een restcategorie.
Daarnaast wordt ook een onderscheid gemaakt tussen onrechtmatige/illegale steun en onverenigbare steun. Onrechtmatige/illegale steun wordt toegekend met miskenning van het procedureel staatssteunrecht, wat in hoofdzaak artikel 108 VWEU is. Onverenigbare staatssteun schendt het materieel staatssteunrecht, voornamelijk artikel 107 VWEU.

### Procedure aangemelde steun
Lidstaten moeten elk voornemen tot het verlenen van nieuwe steun aanmelden bij de Commissie. In zulke gevallen moet de Commissie binnen twee maanden na ontvangst van de aanmelding besluiten of de steun rechtmatig is of dat verder onderzoek nodig is.
In verband met dergelijk onderzoek kan de Commissie een EU-land, onderneming of groep van ondernemingen verzoeken alle marktinformatie te verstrekken die zij nodig heeft voor het besluit of de steun, op grond van de EU-regels, al dan niet rechtmatig is. De Commissie kan geldboeten opleggen aan een onderneming die onjuiste of misleidende informatie verstrekt. De Commissie streeft ernaar binnen 18 maanden na de inleiding van de onderzoeksprocedure een besluit te nemen.

### Procedure onrechtmatige steun
De Commissie kan ambtshalve onderzoek doen naar aanleiding van informatie die zij heeft ontvangen over mogelijk onrechtmatige steun. In dergelijke gevallen heeft de Commissie op grond van de procedures het recht alle noodzakelijke informatie te vergaren voor het nemen van een besluit. De Commissie kan een EU-land ook bevelen om de relevante informatie te verstrekken (bevel tot het verstrekken van informatie) of om onrechtmatige steun op te schorten tot zij een besluit heeft genomen over de verenigbaarheid van de steun met de interne markt (opschortingsbevel).

### Verjaringstermijnen
De bevoegdheid van de Commissie tot het terugvorderen van steun verjaart tien jaar nadat de onrechtmatige steun aan de onderneming of groep van ondernemingen is verleend.

### Sectoronderzoeken
De Commissie kan een onderzoek instellen wanneer zij vermoedt dat staatssteunmaatregelen in een bepaalde sector van de economie de mededinging vervalsen. Zij kan informatie vragen van EU-landen en relevante ondernemingen. Indien de Commissie hiertoe overgaat, moet zij de redenen voor het onderzoek vermelden en een verslag publiceren over de uitkomsten.

## Sanctie: terugvordering
In tegenstelling tot vele sancties in het Europees recht, kan er bij staatssteun geen boete worden opgelegd.
De enige sanctie die er bij staatssteun bestaat is dat de veroordeelde onderneming de staatssteun moet terugbetalen, eventueel met interesten.

### Uitzonderingen op de terugvorderingsplicht
De staatssteun moet enkel niet worden teruggevorderd indien het rechtszekerheidsbeginsel of het beginsel van het gewettigd vertrouwen zou worden geschonden bij een terugvordering. Dit wil zeggen dat de Commissie als het ware een lidstaat op het verkeerde spoor heeft gezet met betrekking tot de vraag of een bepaalde handeling al dan niet staatsteun is. Deze uitzonderingen worden slechts zelden aanvaard door het Hof van Justitie.
Een voorbeeld van een zaak waarin het gewettigd vertrouwen wel zou worden geschonden bij terugvordering is België en Forum 187 v. Commissie (C-182/03 en C-217/03), waarbij de Commissie eerst op parlementaire vragen antwoordde dat het regime in die zaak géén staatsteun uitmaakten, terwijl de Commissie later van oordeel was dat er wel degelijk sprake was van staatsteun. In voornoemde zaak was een terugvordering dus niet meer nodig.

## Uitzonderingen
Artikel 107, tweede en derde alinea bevat een opsomming van een aantal vormen van steunmaatregelen die niet als staatssteun worden beschouwd zoals bijvoorbeeld steunmaatregelen ter ontwikkeling van regionale economieën, cultuur enzovoort. Ondanks het algemene verbod wordt staatssteun soms noodzakelijk bevonden om tekortkomingen in de marktwerking
te verhelpen met het oog op een goed functionerende en billijke economie.

## Voorbeelden
De Commissie en het Hof van Justitie stelden staatssteun vast in zaken met bekende ondernemingen, zoals BMW, Apple en Ikea.